# Quản lý dịch vụ công nghệ thông tin
Quản lý dịch vụ công nghệ thông tin (ITSM)  là các hoạt động được thực hiện bởi một tổ chức để thiết kế, xây dựng, cung cấp, vận hành và điều khiển các dịch vụ công nghệ thông tin (IT) được cung cấp cho khách hàng.
Khác với các phương pháp quản lý công nghệ thông tin hướng đến công nghệ hơn như quản lý mạng và quản lý hệ thống IT, quản lý dịch vụ công nghệ thông tin được đặc trưng bởi việc áp dụng phương pháp tiếp cận quy trình trong quản lý, tập trung vào nhu cầu của khách hàng và các dịch vụ công nghệ thông tin cho khách hàng thay vì các hệ thống IT, và nhấn mạnh việc cải tiến liên tục. Báo cáo ITSM hàng năm của CIO WaterCooler cho biết doanh nghiệp sử dụng ITSM "chủ yếu để hỗ trợ trải nghiệm khách hàng (35%) và chất lượng dịch vụ (48%)".

## Bối cảnh

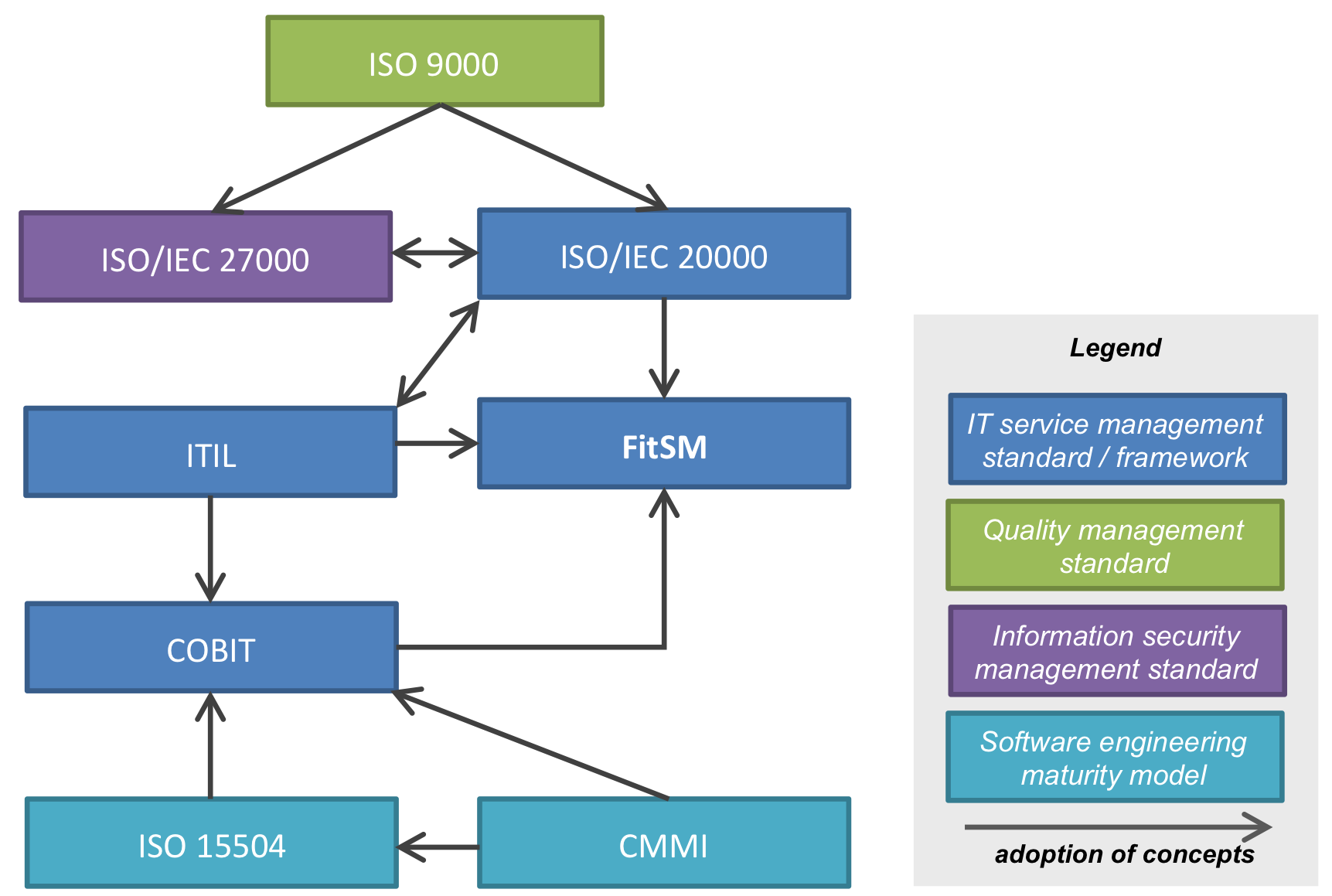
Mối quan hệ giữa các khung công việc quản lý dịch vụ ITSM và các tiêu chuẩn quản lý khác.

ITSM là một lĩnh vực có quan hệ và sự quan tâm chung với các phương pháp quản lý IT và quản lý chung khác, quản lý an ninh thông tin và kỹ thuật phần mềm. Do đó, các khung hỗ trợ quản lý dịch vụ IT đã bị ảnh hưởng bởi các tiêu chuẩn khác và áp dụng các khái niệm từ chúng, ví dụ như CMMI, ISO 9000 hoặc ISO/IEC 27000.

## Tổ chức chuyên nghiệp
Có các hiệp hội chuyên nghiệp dựa trên các chương trình quốc tế, chẳng hạn như Diễn đàn Quản lý Dịch vụ IT (itSMF), and HDI. Mục tiêu chính của các tổ chức này là thúc đẩy trao đổi kinh nghiệm và ý tưởng giữa người sử dụng các khung hỗ trợ ITSM. Vì vậy, các chi nhánh itSMF và HDI quốc gia và địa phương (LIGs hoặc các nhóm quan tâm địa phương cho itSMF) tổ chức các hội thảo và các khóa đào tạo. Một số trong số đó cũng đóng góp vào việc dịch các tài liệu khung ITSM sang ngôn ngữ của họ hoặc xuất bản các hướng dẫn ITSM riêng của họ. Có nhiều chứng chỉ về quản lý dịch vụ như ITILv4, TOGAF hoặc COBIT.

## Various frameworks
Các khung hỗ trợ cho ITSM và các lĩnh vực trùng lắp bao gồm:
- ITIL (Thư viện cơ sở hạ tầng Công nghệ Thông tin) là một tập hợp các thực tiễn chi tiết cho các hoạt động IT như quản lý dịch vụ IT (ITSM) và quản lý tài sản IT (ITAM), tập trung vào việc điều chỉnh các dịch vụ IT với nhu cầu của doanh nghiệp.[2][7]
- TOGAF là một khung hệ thống và phương pháp nhằm xác định mục tiêu kinh doanh và đồng thời điều chỉnh chúng với các mục tiêu kiến trúc liên quan đến phát triển phần mềm.
- Khung Hệ thống Quy trình Kinh doanh (eTOM) là một khung quy trình dành cho các nhà cung cấp dịch vụ viễn thông.
- COBIT (Mục tiêu kiểm soát cho Công nghệ Thông tin và liên quan) là một khung quản trị công nghệ thông tin (IT Governance) mô tả các mục tiêu kiểm soát, chỉ số đo lường và mô hình độ trưởng thành. Phiên bản gần đây đã điều chỉnh tên một số mục tiêu kiểm soát lựa chọn để phù hợp với tên các quy trình ITSM đã được thiết lập.
- FitSM[8] là một tiêu chuẩn cho quản lý dịch vụ nhẹ. Nó bao gồm một số phần, bao gồm các yêu cầu có thể kiểm tra được và các mẫu tài liệu, được xuất bản dưới giấy phép Creative Common. Khung quy trình cơ bản của nó được điều chỉnh phù hợp với khung quy trình ISO/IEC 20000 ở một phần lớn.
- CMMI (Capability Maturity Model Integration) hướng dẫn tất cả các nhà cung cấp dịch vụ khác nhau trong việc xây dựng, quản lý và cải tiến các dịch vụ nhằm đáp ứng các mục tiêu kinh doanh.
- Mục tiêu của ASL (Application Services Library) là phát triển chuyên nghiệp về quản lý ứng dụng. Điều này được đạt được bằng cách cung cấp một khung công việc trong đó các quy trình của quản lý ứng dụng được đưa vào liên quan đến nhau.
- USM (Universal Service Management) là phương pháp dựa trên các nguyên tắc cung cấp một hệ thống quản lý tiêu chuẩn cho một tổ chức cung cấp dịch vụ để quản lý nhân sự, quy trình, công nghệ và dịch vụ của mình, dựa trên một kiến trúc quản lý dịch vụ rõ ràng
- ISO/IEC 20000 là tiêu chuẩn quốc tế để quản lý và cung cấp dịch vụ công nghệ thông tin. Mô hình quy trình của nó có nhiều điểm tương đồng với ITIL phiên bản 2, từ khi BS 15000 (tiền thân của ISO/IEC 20000) và ITIL được cùng điều chỉnh cho đến phiên bản 2 của ITIL. ISO/IEC 20000 định nghĩa yêu cầu tối thiểu cho một "hệ thống quản lý dịch vụ" (SMS) hiệu quả. Sự phù hợp của SMS với ISO/IEC có thể được kiểm tra và các tổ chức có thể đạt được chứng nhận ISO/IEC 20000 cho SMS của họ cho phạm vi được xác định.
- BiSL là một khung hướng dẫn các thực tiễn tốt nhất cho lĩnh vực Quản lý Thông tin.
- MOF[9] (Microsoft Operations Framework) bao gồm, ngoài khung công việc quản lý dịch vụ chung, hướng dẫn về việc quản lý dịch vụ dựa trên các công nghệ của Microsoft.

## Quá trình
Việc thực hiện các quy trình ITSM trong một tổ chức, đặc biệt là những quy trình có hướng dẫn quy trình rõ ràng, có thể được hỗ trợ đáng kể bằng các công cụ phần mềm chuyên dụng.
Các công cụ ITSM thường được quảng cáo dưới dạng các bộ công cụ ITSM, hỗ trợ toàn bộ các quy trình ITSM. Ở trung tâm của chúng thường là một hệ thống quản lý quy trình để xử lý sự cố, yêu cầu dịch vụ, vấn đề và thay đổi. Thông thường, chúng cũng bao gồm một công cụ cho cơ sở dữ liệu quản lý cấu hình. Khả năng của các bộ công cụ này cho phép liên kết dễ dàng giữa các hồ sơ sự cố, yêu cầu dịch vụ, vấn đề và thay đổi với nhau và với các hồ sơ của các mục cấu hình từ CMDB có thể là một lợi thế lớn. Các công cụ và quy trình ITSM thường được gọi là các công cụ ITIL, trong khi thực tế chúng không giống nhau. Hơn 100 công cụ tự xưng là ITSM. Các nhà cung cấp phần mềm với các công cụ ITSM của họ đáp ứng các yêu cầu chức năng được xác định để hỗ trợ một tập hợp các quy trình ITIL, có thể nhận được sự chấp thuận chính thức, cho phép họ sử dụng các thương hiệu của Axelos và logo "tuân thủ quy trình ITIL", dưới chương trình chứng nhận phần mềm ITIL của Axelos.
Một Bàn dịch vụ là một chức năng IT chính trong lĩnh vực quản lý dịch vụ IT (ITSM) được xác định bởi ITIL. Nó được thiết kế để cung cấp Một Điểm Liên lạc Đơn lẻ ("SPOC") để đáp ứng nhu cầu giao tiếp của cả người dùng và nhân viên IT, Và cũng để đáp ứng được cả mục tiêu của Khách hàng và nhà cung cấp IT. "Người dùng" đề cập đến người sử dụng dịch vụ thực tế, trong khi "Khách hàng" đề cập đến thực thể đang trả tiền cho dịch vụ. Công cụ ITSM thường được áp dụng vào các khía cạnh khác của doanh nghiệp, thực hành này thường được gọi là quản lý dịch vụ doanh nghiệp (ESM).  Một trong những xu hướng quan trọng trong ITSM là tự động hóa các công việc nhàm chán, điều này cho phép những người thực hiện các tác vụ này thực hiện các tác vụ quan trọng hơn, quá trình này gọi là tự động hóa quy trình IT.
Phương pháp ITIL xem trạm dịch vụ là trung tâm liên lạc trung tâm giữa nhà cung cấp dịch vụ và người dùng/khách hàng hàng ngày. Nó cũng là trung tâm tập trung cho việc báo cáo sự cố (gián đoạn hoặc nguy cơ gián đoạn trong khả năng hoặc chất lượng dịch vụ) và cho người dùng yêu cầu dịch vụ (yêu cầu thông thường cho các dịch vụ).
ITIL coi trung tâm cuộc gọi hoặc trung tâm hỗ trợ là những dạng tương tự của trung tâm dịch vụ, nhưng chỉ cung cấp một phần của những gì mà trung tâm dịch vụ có thể cung cấp. Trung tâm dịch vụ có một phương pháp tiếp cận rộng hơn và tập trung vào người dùng, được thiết kế để cung cấp cho người dùng một điểm liên lạc duy nhất thông tin về tất cả yêu cầu về công nghệ thông tin. Trung tâm dịch vụ cố gắng hỗ trợ tích hợp các quy trình kinh doanh vào cơ sở hạ tầng quản lý dịch vụ. Ngoài việc giám sát và sở hữu các sự cố và câu hỏi của người dùng, và cung cấp kênh thông tin cho các kỹ năng quản lý dịch vụ khác với cộng đồng người dùng, trung tâm dịch vụ còn cung cấp một giao diện cho các hoạt động khác như yêu cầu thay đổi từ khách hàng, bên thứ ba (ví dụ: hợp đồng bảo trì) và cấp phép phần mềm.